# 張紫櫻
張紫櫻（英語：Cherry Cheung Tsz Ying，1985年7月30日—），暱稱車車，香港女主持，配音員及足球評述員。亦曾為亞洲電視藝員。其姊為藝人張潔蓮。

## 簡介
張紫櫻曾就讀青衣公立學校（1997年下午校）以及嶺南鍾榮光博士紀念中學（2002年）。2001年參加「突破DJ訓練課程」，於電台節目《新新青年互助委員會 （页面存档备份，存于）》中實習，之後成為全職唱片騎師，先與梁東共同主持星期六遊戲節目《奉旨玩嘢》和連同謝美琪（小蜜）和張卓賢（瑪姬）共同主持少女節目《3G21》。亦擔任節目《足球王》及《流行直播室》主持，並在東方日報撰寫《東方波經名家畀料》。
2006年因新城電台一次高層調動，開始連同梁東和科林共同主持星期一至五的《聯Fan所》。其後在2007年尾因新城電台再一次高層調動而被終止合約。
2011年加入亞洲電視，擔任韓劇《你是我的命運》的配音工作外，亦成為《通識小學堂》、《香港有飯開》和《微播天下》主持人之一。2012年12月21日，她因缺席亞洲電視「演藝訓練計劃」而遭解僱。
現為自由身演員及主持，曾在九龍巴士公司媒體路訊通擔任主持。
2017年12月18日重新加入亞洲電視。

## 電視節目

### 亞洲電視
- 2011年：通識小學堂
- 2011年：香港有飯開
- 2011年 - 2012年：微播天下
- 2012年：ATV2012感動香港人物推選
- 2018年：A1娛頭

### 香港有線電視
- 有線球彩台

### 香港電視娛樂
- 體育係...

## 曾主持電台節目
- 香港新城娛樂台
  - 新新青年互助委員會 （页面存档备份，存于）
  - 奉旨玩嘢（與梁東共同主持）
  - 3G21（連同謝美琪（小蜜）和張卓賢（瑪姬）共同主持）
  - 聯fan所（連同梁東和科林共同主持）

## 曾參與之工作
2005年
- 香港賽馬會《Channel JC》節目主持
- 電台節目《足球王》（主持，2005年至今）
- 新城電台節目主持（2005年至2008年）
- 葉宇澄 - 《問候你的天使》MV（TVB版）

2009年
- Easy Channel –《e食無憂》(主持)

2010年
- 撰寫文章 － Keymansoho Magazine（2010年至今）
- 足球評論員（2010年至今）

2011年
- 亞洲電視藝員（2011年至2012年）
- 有線電視球彩台主持（2011年至今）

2012年
- Roadshow路訊通主持（2012年至今）

2014年
- 舞台劇「八美猜凶」

## 資料來源
1. ↑  詳細情況可參考新城廣播條目中第四次改革（2006年至2007年9月）
2. ↑  新城執娛樂台大遣散 啤梨升職加薪　好姨留低[]

## 外部連結
- 突破DJ訓練課程 （页面存档备份，存于）
- 車車-亞洲電視官方網頁
- 車車聲演韓女發圍  （页面存档备份，存于），東方日報（2011年12月2日）
- 張紫櫻的Instagram帳戶
- 張紫櫻的Facebook專頁